# Björn Michel
Björn Michel, född den 7 februari 1975 i Wiesbaden, Tyskland, är en tysk landhockeyspelare.
Han tog OS-brons i herrarnas landhockeyturnering i samband med de olympiska landhockeytävlingarna 2004 i Aten.